# Darrall Imhoff
Darrall Tucker Imhoff (San Gabriel, Califòrnia, 11 d'octubre de 1938 - Bend, Oregon, 30 de juny de 2017) fou un jugador de bàsquet nord-americà que va disputar 12 temporades a l'NBA. Amb 2,08 metres d'altura, jugava en la posició de pivot, i era conegut pel sobrenom de "Big D".

## Trajectòria esportiva

### Universitat
Va jugar durant quatre temporades amb els Golden Bears de la Universitat de Califòrnia, Berkeley, on va ser elegit en dues ocasions en el primer equip All-American. El 1959 va ser el màxim rebotejador i l'autor de la cistella que a la fi va donar el títol de campió de l'NCAA a la seva universitat, a la final davant de la Universitat de Virgínia de l'Oest, liderada per Jerry West. A l'any següent arribarien també a la final, però caurien derrotats davant d'Ohio State, que comptava a les seves files amb Jerry Lucas.
En el total de la seva carrera universitària va tenir una mitjana de 10 punts i 9,5 rebots per partit.

### Jocs Olímpics
Va ser elegit per participar amb la selecció de bàsquet dels Estats Units en els Jocs Olímpics de Roma 1960, on va acudir com a tercer pivot, després de Jerry Lucas i Walt Bellamy, i on van aconseguir la medalla d'or per al seu país.

### Professional
Va ser elegit en la tercera posició del draft de l'NBA del 1960 pels New York Knicks; es va crear una gran expectació amb el seu fitxatge, però malauradament no va suportar la pressió de jugar amb els professionals. Tingué una mitjana 5,3 punts i 5,5 rebots en els dos anys que va passar a la Big Apple abans de ser traspassat als Detroit Pistons. No va tenir sort en aquest equip, on les seves manques en velocitat de moviments i en el tir a cistella el van relegar a la banqueta, disputant amb prou feines 10 minuts per partit.
Després de dues temporades, el 1964 va ser traspassat a Los Angeles Lakers, on es va trobar un equip replet d'estrelles com Elgin Baylor o Jerry West, i on va començar de nou des de la banqueta, encara que a poc a poc va anar guanyant-se minuts en pista, demostrant tot el seu potencial en la temporada 1966-67, quan va tenir unes mitjanes 10,7 punts i 13,3 rebots per partit, essent triat com a suplent aquell any en l'All-Star Game. Van arribar en dues ocasions a les Finals de l'NBA, però en ambdues es van trobar amb Boston Celtics, liderats per Bill Russell, perdent les dues finals. Aquest fet va fer que els Lakers fitxessin Wilt Chamberlain, essent Imhoff inclòs en el traspàs que el portaria a Philadelphia 76ers. El seu primer any allà va aconseguir la seva millor mitjana d'anotació, 13,6 punts per partit. Després de dues temporades va ser traspassat als Cincinnati Royals i d'allà a Portland Trail Blazers, on va donar per conclosa la seva carrera professional.
En les seves 12 temporades va tenir unes mitjanes de 7,2 punts i 7,6 rebots per partit.
Quan jugava amb els Knicks, va jugar 20 minuts del partit els va enfrontar als Philadelphia Warriors el 2 de març de 1962, en el qual Wilt Chamberlain va aconseguir 100 punts, record d'anotació en un partit de l'NBA.

#### Equips
- New York Knicks (1960-1962)
- Detroit Pistons (1962-1964)
- Los Angeles Lakers (1964-1968)
- Philadelphia 76ers (1968-1970)
- Cincinnati Royals (1970-1971)
- Portland Trail Blazers (1971-1972)

## Vida posterior
En l'actualitat és vicepresident de màrqueting de l'Acadèmia de Bàsquet dels Estats Units (USBA), un reconegut campus de bàsquet d'Oregon.